# Arc Nastapoka

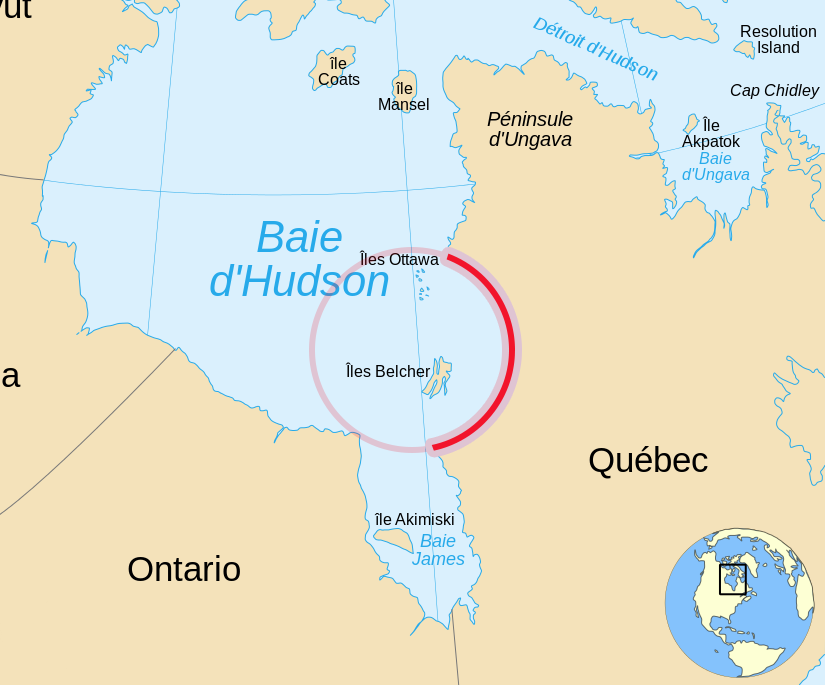
Arc Nastapoka

Pour les articles homonymes, voir Nastapoka.
L'arc Nastapoka est une particularité géologique située au sud-est de la baie d'Hudson, au Canada. Il s'agit d'un segment du littoral de la région du Nord-du-Québec formant un arc presque parfait, couvrant plus de 160 degrés sur un cercle virtuel de 450 kilomètres de diamètre.

## Description
En raison de sa forme, cet arc a été soupçonné d'être l'indice d'un vaste cratère d'impact. De plus, les îles Belcher pourraient correspondre à un pic central de cratère. Cependant, des scientifiques doutent de cette théorie. 
En août 1972, les chercheurs Robert S. Dietz et J. Paul Barringer mènent une étude dans les environs de l'arc Nastapoka. Ils ne trouvent aucun cône de choc, roche de type suévite ou tout autre indice permettant d'indiquer la présence passée d'un tel impact. En l'absence de preuves, l'arc est désormais considéré comme une conséquence géologique de l'orogenèse trans-hudsonienne,,.
Par ailleurs en 2007 un étudiant en géologie y a trouvé, à 40 km au sud de Inukjuak, des roches parmi les plus anciennes au monde, datées de 3,7 à 4.3 milliards d'années suivant les analyses qui y ont été menées.
L'extrémité sud de l'Arc Nastapoka est la pointe Louis-XIV, son extrémité nord le cap Dufferin.
Les îles Nastapoka  et les Îles Belcher lui font face.